# Cementiris de Barcelona
Cementiris de Barcelona es una empresa pública gestionada por Barcelona de Serveis Municipals (BSM), perteneciente al Ayuntamiento de Barcelona.
El 2 de febrero de 2013 inauguró la Colección de Carrozas Fúnebres a un nuevo espacio del cementerio de Montjuïc, que se encontraban desde 1970 en el Tanatorio Sancho de Ávila. En el mismo espacio, abrió una biblioteca pública funeraria con más de 1800 ejemplares, la mayor de España y la segunda mayor de Europa.
La empresa gestiona los nueve cementerios de la ciudad de Barcelona:
- Cementerio de Montjuic
- Cementerio de Pueblo Nuevo
- Cementerio de San Andrés
- Cementerio de Horta
- Cementerio de Sant Gervasi
- Cementerio de Les Corts
- cementerio de Sarriá
- Cementerio de Sants
- Cementerio de Collserola

Además, gestiona el Crematorio de Montjuic y gestionaba hasta 2019 otro crematorio en Collserola, año en el que fue cerrado por contaminar el parque natural de Collserola.